# Qidu, Fujian
Qidu är en köping i sydöstra Kina. Den ligger i stadsdistriktet Jiaocheng i staden Ningde i provinsen Fujian, omkring 80 kilometer norr om provinshuvudstaden Fuzhou.